# Rio Monte Verde
O rio Monte Verde ou rio Santa Bárbara é um curso de água que banha a Mesorregião da Zona da Mata do estado de Minas Gerais, Brasil. É um afluente da margem direita do rio do Peixe e, portanto, um subafluente do rio Paraibuna. É um dos rios que integram a bacia hidrográfica do rio Paraíba do Sul. Apresenta 40 km de extensão e drena uma área de 276 km².
As nascentes do rio Monte Verde localizam-se na serra da Mantiqueira, no município de Lima Duarte, a uma altitude de aproximadamente 1200 metros. Em seu percurso, banha a cidade de Santa Bárbara do Monte Verde. Sua foz no rio do Peixe situa-se no município de Juiz de Fora.